# Inlaid
Inlaids werden aerodynamische Steuerflächen an Flugzeugen genannt, die oben an der Tragfläche angebracht sind und deren Gelenk sich in Flugrichtung hinten befinden. Sie sind Spoilern sehr ähnlich, öffnen jedoch in die andere Richtung. Dadurch erzeugen sie im Gegensatz zu Spoilern keinen nennenswerten Abtrieb, sondern lediglich Widerstand. Werden diese also einseitig bei Flugzeugen ausgefahren, so wird ein Moment um die Gierachse erzeugt. Durch den fehlenden Abtrieb muss dieser nicht durch eine gleichartige Klappe auf der Flügelunterseite kompensiert werden. Dies ist insbesondere bei militärischen Flugzeugen erwünscht, um die Radarsignatur zu reduzieren. Zum Einsatz kommt diese Steuerfläche z. B. bei der X-47.